# Amata megista
Amata megista là một loài bướm đêm thuộc phân họ Arctiinae, họ Erebidae.